# トリニティ ジルオール ゼロ
『トリニティ ジルオール ゼロ』 (TRINITY Zill O'll Zero) は、コーエーテクモゲームスより2010年11月25日に発売されたPlayStation 3用コンピュータゲームソフト。英語版のタイトルは「Trinity: Souls of Zill O'll」（トリニティ ソウルズ オブ ジルオール）。

## 概要
コーエーより発売された『ジルオール』シリーズの作品。オリジナルの『ジルオール』はアクション要素の無いコマンド入力式RPGだったのに対し、本作はアクションRPGとなっている。開発は「無双シリーズ」のオメガフォースが担当。
剣と魔法の支配するファンタジー世界「バイアシオン大陸」を舞台に3人の主人公が冒険を繰り広げる。時代は前作『ジルオール』の数年前で、魔王バロルの時代を描く。
タイトルの「トリニティ」は三位一体の意味で3人の主人公を切り替えて戦う。キャラクターデザインは前作と同じく末弥純が担当。グラフィックはいわゆる写真のようなCGではなく、末弥純のイラストをそのまま再現したような絵画調になっているのが特徴。当初の発売予定は9月30日の予定だったが、「ゲーム全体を通してプレイした時のバランスが調整し切れなかった」ため11月25日に延期された。
PlayStation Storeでは無料体験版が配信された。

## 登場キャラクター

### メインキャラクター
アレウス Areus
声 - 桐本琢也
メイン主人公。ハーフエルフの少年で剣術と魔法で戦う。剣術だけでなく、魔法によって水溜りを凍らせたり、仲間の攻撃を強化することもできる。
人間とエルフの両者から疎まれて育ったため、そのどちらも信用していない。
ディンガル帝国皇太子ルグの隠し子であり、ネメアとは従兄弟にあたる。エルフの母と森で暮らしていたが、ゾフォルの「王の孫が王を殺す」という予言を信じたバロルにより命を狙われ、妻子を守ろうと立ち上がった父がバロルに殺され、仇である祖父バロルを討つべく剣闘に明け暮れる日々を送っていた。後に復讐の機会を伺ってドラドと共にディンガル軍に傭兵として入隊するも、バロルが帝国を繁栄させる様子を見て迷いが生じる。しかし母が殺された事で復讐に取り憑かれ、バロルの不死を打ち破る虚無の剣を手に入れた際にも、それが使用者の存在を消す呪われた武器だと知ってもその意志は揺るがなかった。最後はネメアに後を任せて異世界に乗り込み、「俺は消えても構わない。お前が消えてこの世が残るなら」という決意の下、その存在と引き換えに虚無の剣でバロルを打ち倒した。結果、人々からアレウスに関する記憶は失われたが、仲間達はその残滓を僅かに感じ取り、師匠のダルキナは名前を忘れつつも彼の存在した事実を覚えていた。
ダグザ Dagda
声 - 郷里大輔
主人公の一人。ボルダン族の男で、屈強な肉体を持ち素手で戦う髭面の肉弾戦士。陽気な性格でパーティー内のムードメーカーになる。
地面を殴ったり、石柱を振り回したりといった豪快な戦いぶりを見せる。
なお、ダグザの声を担当した郷里は本作の発売より前に他界しており、このダグザ役が遺作の一つとなっている。
セレーネ Selene
声 - 渡辺美佐
主人公の一人。ダルケニス族の女で、敏捷な体術と罠や飛び道具を使うレンジャー。
ダルケニス族はバイアシオン大陸でも珍しい吸血種族のため人間からは迫害されているが、それを隠していない。
外見は若い女性だが長命な種族のため、3人の中では最年長。

### サブキャラクター
ネメア Nemea
声 - 小山力也
武力による大陸統一を推し進めているディンガル帝国に抵抗している冒険者。
金髪の美しい青年で実力も高いため、大陸中の冒険者の憧れの的となっている。黄金の鎧に身を包み、槍を携えている。
魔王バロルの娘エスリンの遺児。身籠ったまま死亡したエスリンからオルファウスによって取り上げられ、育てられた。
アレウスと共にバロルとの決戦に向かうも、最後は異世界に向かう彼らを見送り、アレウスの意志を汲み取って現世側のバロルの肉体を破壊した。前作では「魔王バロルを倒した英雄」と語り継がれていたが、実際にバロルと戦って勝利したのはアレウスであり（ネメアが現世側の異形化したバロルにとどめを刺したのは事実であるが）、彼が虚無の剣の代償で消えた事によりその功績はネメアのものとなったのだった。
ケリュネイア Ceryneian
声 - 松谷彼哉
オルファウスの義理の娘のハーフエルフ。「閃光の牝鹿」の異名を持つ弓使いでもある。後年にあたる前作とは髪型が大きく異なっている。
オルファウス Orphaus
声 - 野島裕史
ネメアの仲間の冒険者。翡翠色の髪をした美しい青年で、先の事を見通す力を持っている。
「猫屋敷」に居を構えているが出生を含めて謎が多い。
レーグ Reig
声 - 中井和哉
双剣を使うボルダン族の剣士。リベルダムの闘技場では無敗を誇り、「剣聖」の名を縦（ほしいまま）にしている。
強さと力を追い求める寡黙な求道者。
アレウスとは引き分けるほどの好敵手だったが彼の存在が消えたことにより、前作で語られていたようにネメアと引き分けたことになった。
ゼネテス Xenetes
声 - 保村真
自由と酒を愛する風来坊の冒険者で、賞金稼ぎをしながら各地を渡り歩いている。胸元の大きく開いた服を着ているのが特徴で、前作と異なりこの当時は帽子を被っていた。
ツェラシェル、シーラと共に3人パーティーを組んでいる。
ツェラシェル ZellaShell
声 - 野島健児
ゼネテスの仲間の冒険者。細面で長い髪を後ろで縛っている男性。莫大な金を必要としており、報酬の多い仕事を進んで引き受ける。
前作の女性主人公限定イベントでも彼の過去が断片的に語られたが、本作ではその詳細が明かされる。戦いの後は誰のものかも忘れてしまったアレウスの剣を墓標としてシーラの墓を作った。アレウスのことも「誰かがシーラを看取った気がする」と微かに覚えていた。
シーラ Sheelagh
声 - 小松由佳
ゼネテス、ツェラシェルと組んで冒険を繰り広げている賞金稼ぎ。黒髪で黒いセクシーな衣装に身を包んだ女性。特殊な形状の武器を持っている。
以前は旅芸人の一座に身を置いていたことがあり、熟練冒険者の風格を漂わせている。 前作のツェラシェル関連のイベントで存在は語られていたが、名前は本作で明らかになった。
賞金目当てでアレウスとは敵対していたが、彼らの目的を知って最終的に協力するようになる。しかし最終決戦の際にアーギルシャイアに憑依されてアレウスと戦うことになり、敗北後は正気に戻って虚無の剣の在り処をアレウスに伝えるも、ゾフォルの攻撃から彼を庇って致命傷を負い、アレウスと口づけを交わして息を引き取る。その後、アレウスが虚無の剣の代償で消滅したことにより、シーラが命と引き換えにバロルの不死の力を破ったと認識されるようになった。
バロル Balor
声 - 大友龍三郎
ディンガル帝国皇帝であり、アレウスとネメアの祖父。本作のラストボス。
天才的な政治手腕と統率力で内乱状態にあったディンガルを平定した英雄であり、特権階級を打倒し、才ある者が身分を問わずに能力を発揮できるように国政を改革した名君。その一方で、自らの障害になる者は家族や仲間でも躊躇無く排除する為、彼を危険視する者は多い。ゾフォルの「王の孫が王を殺す」という予言を信じ、身籠っていた娘のエスリンを殺害。更には皇太子ルグに隠し子がいると知るや否や、自ら殺しに向かう。やがて不死の力を得た正真正銘の魔王となり、力と恐怖で大陸の統一に乗り出すようになる。
最後は玉座の間にて巨大な異形と化すも、異世界に乗り込んできたアレウスに本体が敗れ、虚無の剣で不死の力を打ち破られた後にネメアによって異形化した肉体も破壊された。
ゾフォル Zofor
声 - 矢田耕司
必中の預言を告げると言われるティンガル帝国の宰相。
不吉な未来しか言い当てられない事を疎ましく思っているが、運命として受け入れている。
帝国の現皇帝であるバロルを闇に堕とした張本人であり、魔王となった彼に心酔している。
ドラド Dorado
声 - 江川央生
アレウスの兄弟子で、明るく面倒見のいい剣闘士の青年。いつか闘技場を出て自分の力を何かに役立てたいと思っている。
後にディンガル軍に入隊するも、アレウスの事情も知らないまま任務により彼の母と義兄の殺害に駆り出され、その功績により勲位を授かる。最期はアレウスとは虚無の剣を巡って互いに譲れない意志の下に戦い、敗北。彼の腕の中で息を引き取る。
モルゾワ Morozova
声 - 竹本英史
アンギルダン Angeerdan
声 - 竹本英史
かつてはディンガル帝国の将軍であったが、闇に落ちたバロルに処刑されかけたところを出奔、各地で傭兵として活躍している。
現在ではアルノートゥンの傭兵隊長を務めている。
ダルキナ Dullkina
声 - 高岡瓶々
アレウスの剣の師匠。全てが終わった後、虚無の剣の代償で消滅したはずのアレウスを「志を貫き、運命を切り開こうとした最高の剣士」として記憶していた。
ルグ Rugu
声 - 宮坂俊蔵
ディンガル帝国皇太子でありアレウスの父。隠し子であるアレウスの存在をバロルに知られると、妻子を守るべくその軍勢に立ち向かい、敗れて処刑された。しかしその犠牲により、アレウスと母は逃げ延びることができた。
エリオット Elliott
声 - 宮坂俊蔵
レティシア Laetitia
声 - 伊藤かな恵
メイア Meir
声 - 庄司宇芽香
闇の円卓の騎士の一人であり、闇の神器「虚無の剣」の管理者。左半身が鎧と化した少女の姿をしている。前作では未登場で存在に関してもほとんど語られなかったが、本作で登場を果たした。
幻竜クルーアッハを従え、虚無の剣を求めてやってきたアレウスらと戦うも敗北し、虚無の剣を奪われる。
イズ Is
声 - 臺奈津樹

## ゲームシステム
本作はアクションRPGだが、3人の主人公を随時切り替えて戦うことができるのが特徴となっている。アレウスの氷の魔法で複数の敵を凍らせてダグザの攻撃で敵を一網打尽にしたり、アレウスの魔法でセレーネの攻撃に雷属性を付与したりといったパーティープレイが行える。
今作は前作のような異なる立場からメインストーリーに関わることができるフリーシナリオシステムではなく大筋のストーリーに豊富なサブクエストを加えたフリーシナリオ進行システムを採用している。

## 世界
架空の世界「バイアシオン大陸」が舞台。この世界には人間の他にもドワーフ族、エルフ族、ボルダン族など複数の種族が住んでおり、森や洞窟にはモンスターが生息している。大陸の北に位置するディンガル帝国と南に位置するロストール王国は大陸を二分する二大国家で、永年に渡り敵対していた。ディンガル帝国は力による大陸の統一を目指しているが、これに抵抗する人々も存在する。

## プレミアムボックス
ゲーム内容は同じだが特典グッズが同梱される限定版「プレミアムボックス」も発売される。プレミアムボックスにはゲームソフトの他、ビジュアルブックレット、サウンドトラックCD、末弥純かきおろしポスター二種類が同梱される。